# Krešimir Nikšić
Krešimir Nikšić (Zagreb, 1961.) je hrvatski akademski slikar; živi i radi u Zagrebu.

## Životopis
Rođen je 1961. godine u Zagrebu. Maturirao je u Centru za kulturu i umjetnost u Zagrebu. Diplomirao na „College for visual arts“ u Ljubljani, a podučavao se i u privatnim školama kod poznatog slikara Dine Trtovca. 2009. godine završio je i poslijediplomski studij u Sloveniji na Akademiji likovnih umjetnosti u Ljubljani, pod mentorskim vodstvom Zmage Lenardiča . Član je strukovnih udruga HDLUZ-a i HZSU-a.

## Izložbe
Prvi javni nastup ostvario je u devetnaestoj godini. Izlagao je kontinuirano na brojnim samostalnim i skupnim recentnim izložbama u Zagrebu, Varaždinu, Čakovcu, Rijeci, Zadru, Puli, Dubrovniku, Beču, Parizu, Udinama, Veneciji… 

## Nagrade
Dobitnik je prve nagrade za slikarstvo na 13. Biennalu Internazionale Art del Friuli Venezia Giulia, 2002. g.

## Vanjske poveznice
- Hrvatsko društvo likovnih umjetnika
- Večernji list: Krešimir Nikšić - Otoci